# Malleastrum sambiranense
Malleastrum sambiranense är en tvåhjärtbladig växtart som beskrevs av J.F. Leroy. Malleastrum sambiranense ingår i släktet Malleastrum och familjen Meliaceae. Inga underarter finns listade i Catalogue of Life.